# Terracota

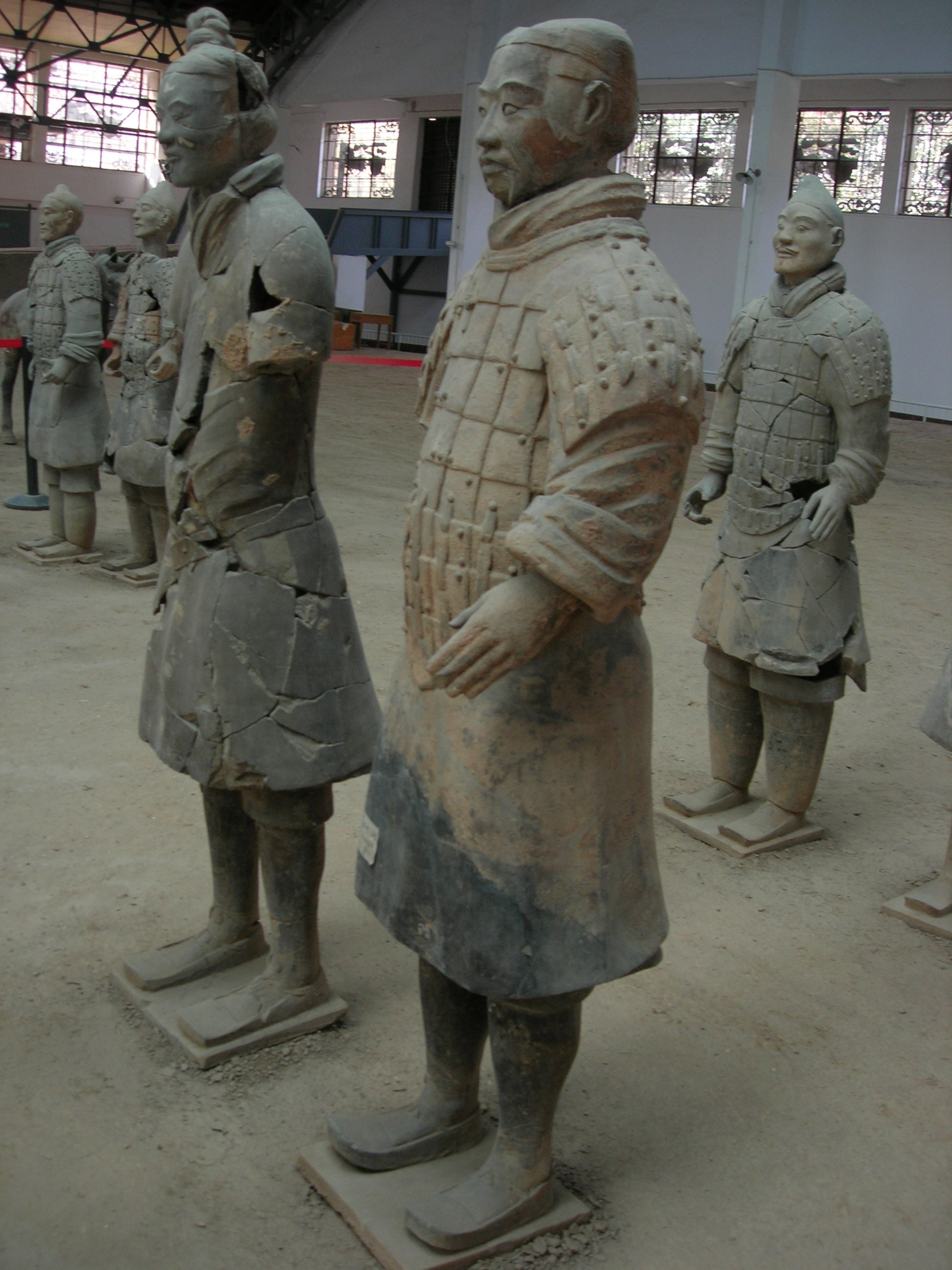
Guerreiros do Exército de terracota, produzido com terracota

A terracota é um material constituído por argila cozida no forno, sem ser vitrificada e é utilizada em cerâmica e construção. O termo também se refere a objectos feitos deste material e à sua cor natural, laranja acastanhado. A terracota caracteriza-se pela queima em torno dos 900 °C, apresentando baixa resistência mecânica e alta porosidade, necessitando um acabamento com camada vítrea para torná-la impermeável. É rica em óxido de ferro, normalmente utilizada na confecção de tijolos, telhas, vasos, entre outros objectos.

## Aspectos históricos
A técnica foi utilizada na realização de obras de arte em diversos períodos históricos. Os primeiros objetos de terracota datam do Paleolítico Superior, produzidos com finalidades artísticas e utilitárias, com destaque para as Vênus paleolíticas, encontradas em um sítio arqueológico na comuna francesa  de Bayac e as figuras animalescas encontradas no Magrebe. A partir do período Neolítico, começaram a produção de pratos e urnas de argila. Entre os séculos V e IV a.C., exemplares deste material já eram encontrados na região norte dos Alpes e de forma generalizada no Oriente Médio.
Outras obras de terracota conhecidas são o Exército de terracota chinês e as estátuas gregas datadas do período antigo.
No Brasil, durante o período colonial, as imagens sacras de terracota eram jogadas no mar ou enterradas quando quebradas. Por isso, poucos exemplares do período são encontradas no país.